# Staafwants
De staafwants of waterstaafwants (Ranatra linearis) is een insect uit de familie van de waterschorpioenen (Nepidae).

## Algemeen
De staafwants is verwant aan de waterschorpioen, maar deze laatste soort is veel breder en makkelijk te onderscheiden. In Nederland is de staafwants vrij algemeen, en leeft in permanente en stilstaande wateren tussen de waterplanten vlak onder het wateroppervlak zodat de wants makkelijk adem kan halen. Zoals veel waterinsecten heeft de staafwants een dunne adembuis, die bij deze soort ongeveer de helft zo lang is als het lichaam en aan een angel doet denken. De meeste waterinsecten, zoals kevers, zijn snel en duiken op, maar de staafwants is erg traag en moet dicht bij het oppervlak blijven.

## Beschrijving
Het lichaam en de poten zijn zeer dun en langgerekt, en de kleur is donkerbruin. Hierdoor lijkt de wants op het eerste gezicht sprekend op een wandelende tak, die echter behoort tot een totaal andere groep van insecten. De voorste twee poten van de waterstaafwants zijn tangachtig en zijn helemaal vooraan bij de kop gepositioneerd. Onder de dekvleugels en vliezige vleugels zit het felrode achterlijf. Met de vliezige vleugels kan waarschijnlijk niet gevlogen worden omdat de vleugelspieren gedegenereerd zijn. De maximale lengte is ongeveer 4 centimeter exclusief de 3 cm lange adembuis.

## Levenswijze
De staafwants is een zeer sloom insect dat maar zelden beweegt en meestal roerloos tussen de takken zit, loerend op een prooi. Bij gevaar houdt de wants zich dood en lijkt dan op een takje. Net zoals de waterschorpioen is het een trage zwemmer, die het verliest van de geringste stroming en daardoor alleen in stilstaande wateren voorkomt.
De wants komt niet ver uit de buurt van de oever en houdt zich op in rustige delen van wateren, de wants is ook in brak water te vinden. Door de lange adembuis kan de staafwants ook op iets grotere diepte wachten op zijn prooi zonder naar de oppervlakte te hoeven komen. Het is een passieve jager die jaagt op alles wat kleiner is dan hijzelf en pas beweegt als er iets langskomt. Dan schiet de staafwants naar voren en klemt de prooi tussen de voorpoten, net als een bidsprinkhaan. Soms wordt ook op de oever op kleine ongewervelden gejaagd. Op het menu staan allerlei kleine waterdieren als visjes, kikkervisjes en insecten en de larven. Als de prooi gevangen is wordt deze naar de monddelen gebracht, ingespoten met verteringssappen en leeggezogen.

## Voortplanting
De eitjes worden door de vrouwtjes in stengels van waterplanten afgezet en komen na twee tot drie weken uit. Ieder eitje heeft twee kleine adembuisjes, een eitje van de waterschorpioen heeft veel meer adembuisjes. De nimfen zijn na twee maanden volwassen. Jonge staafwantsen lijken al uit het ei op de ouderdieren, maar missen de vleugels die pas verschijnen na de laatste vervelling. Ook hebben de nimfen een relatief kortere adembuis die met de tijd langer wordt. De nimfen eten ook wat kleinere prooien en zijn zeer kannibalistisch. Hele jonge nimfen zijn nog te klein en te licht om zich onder water vast te houden en hangen aan de adembuis net onder het wateroppervlak. Opmerkelijk is dat veel staafwantsen die in de natuur worden aangetroffen bezaaid zijn met kleine, rode balletjes. Dit zijn parasieten en staafwantsen kunnen zich daar simpelweg niet van ontdoen, ze zijn er te stijf voor.

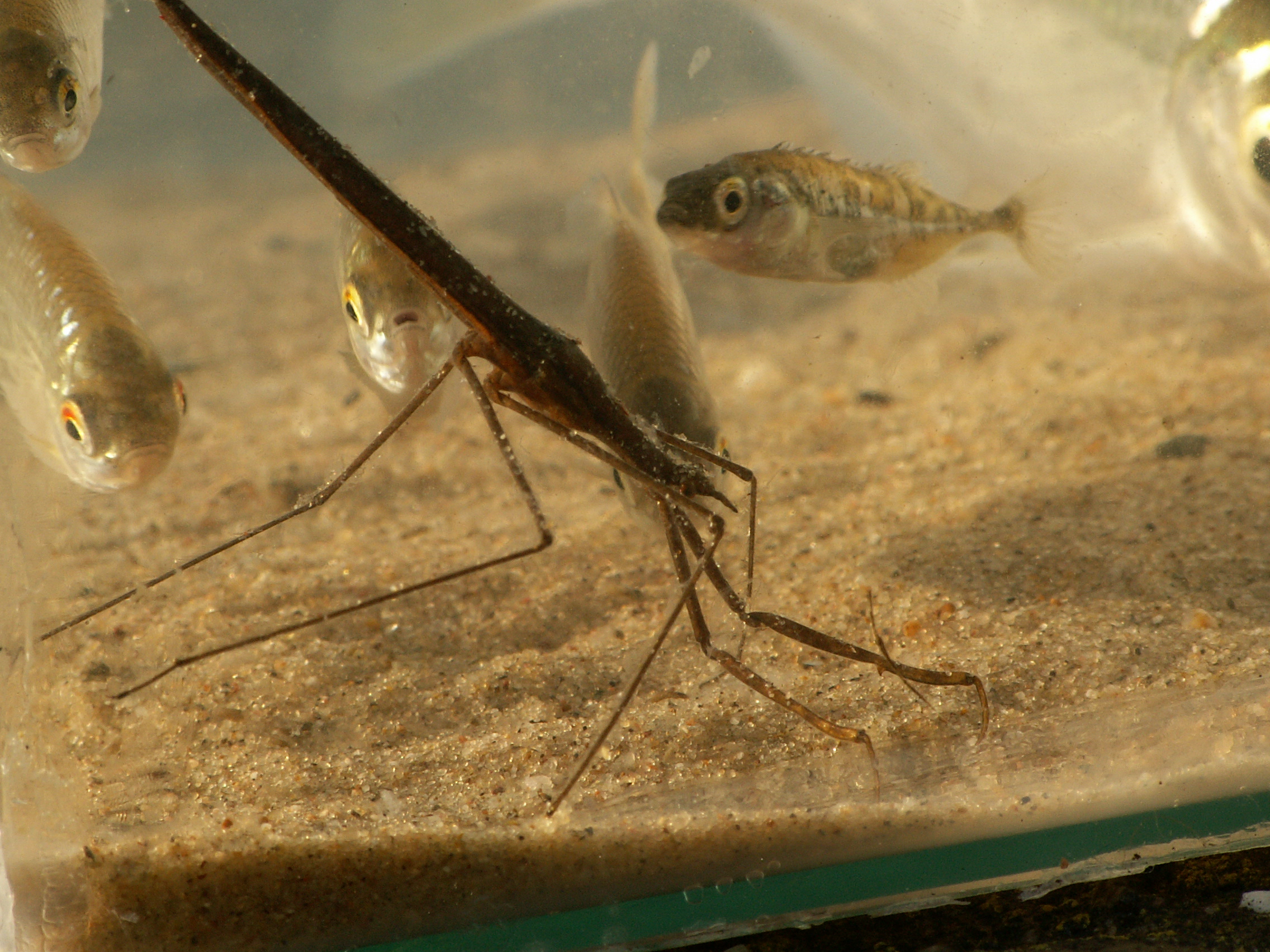
In een aquarium
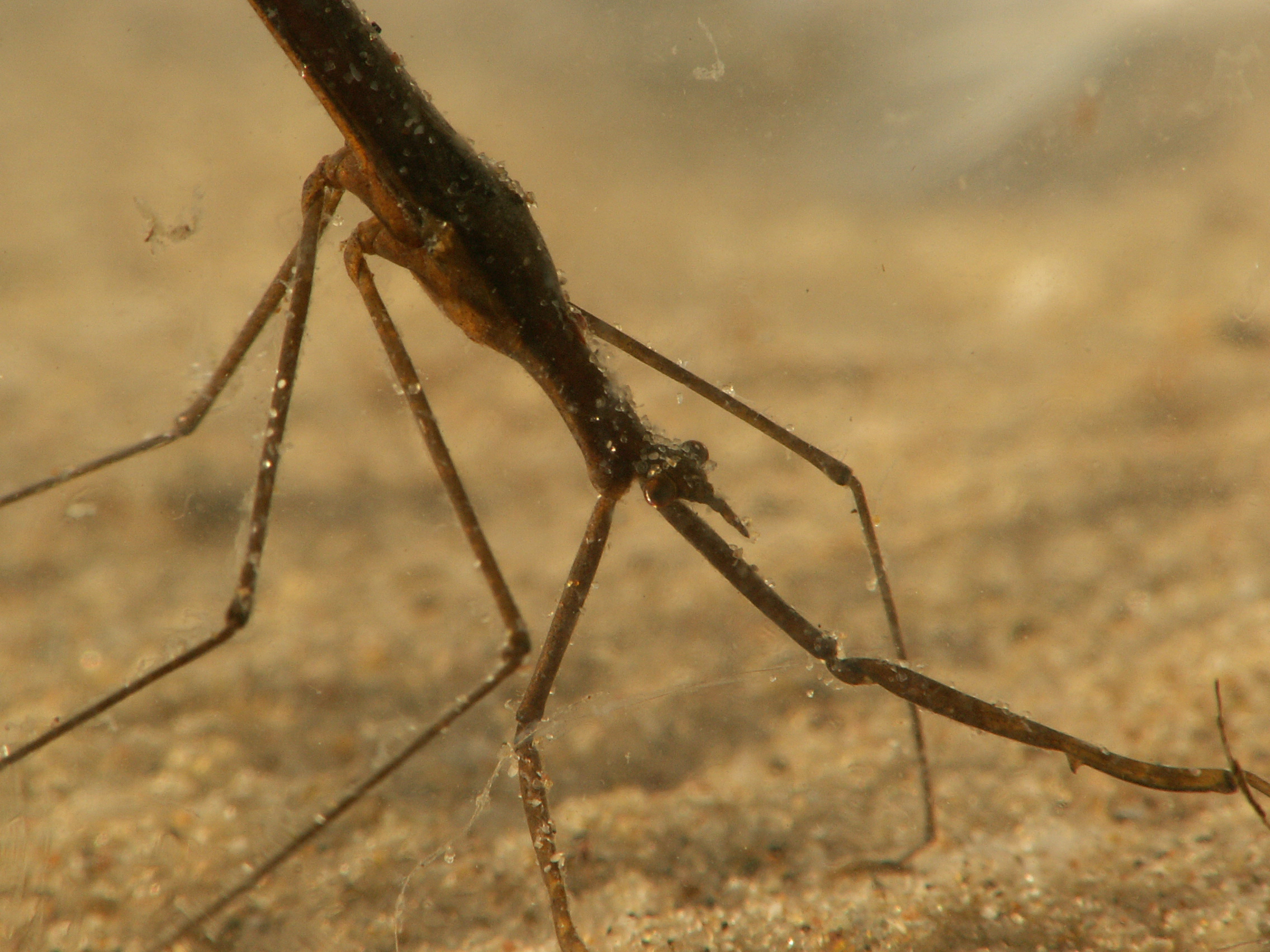
Close-up kop
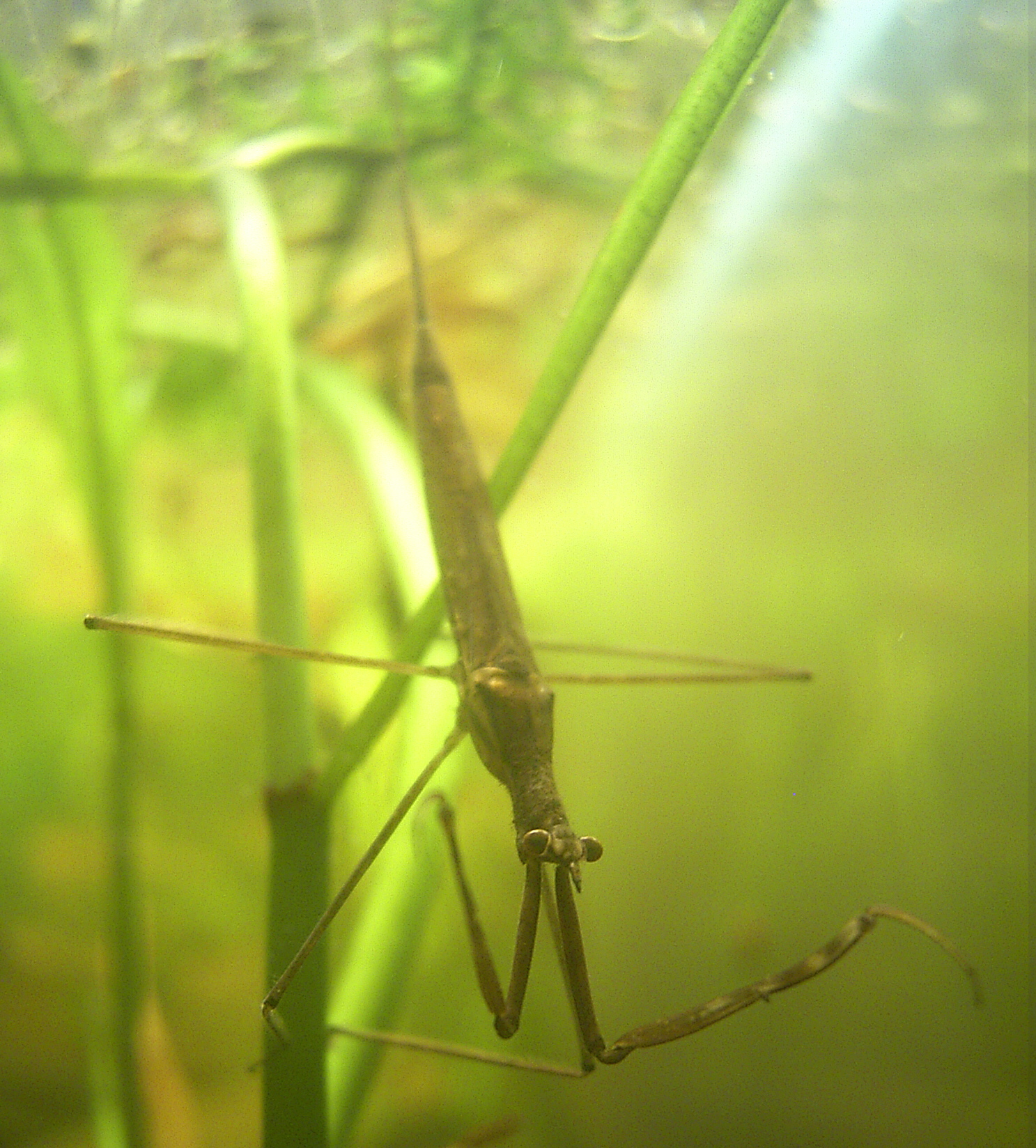
In een aquarium
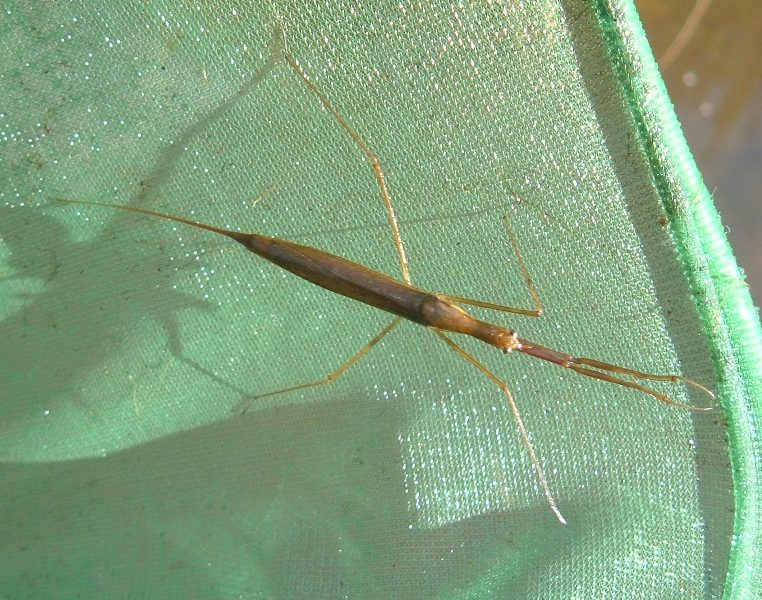
Op een schepnet